# Moritz Daniel Oppenheim

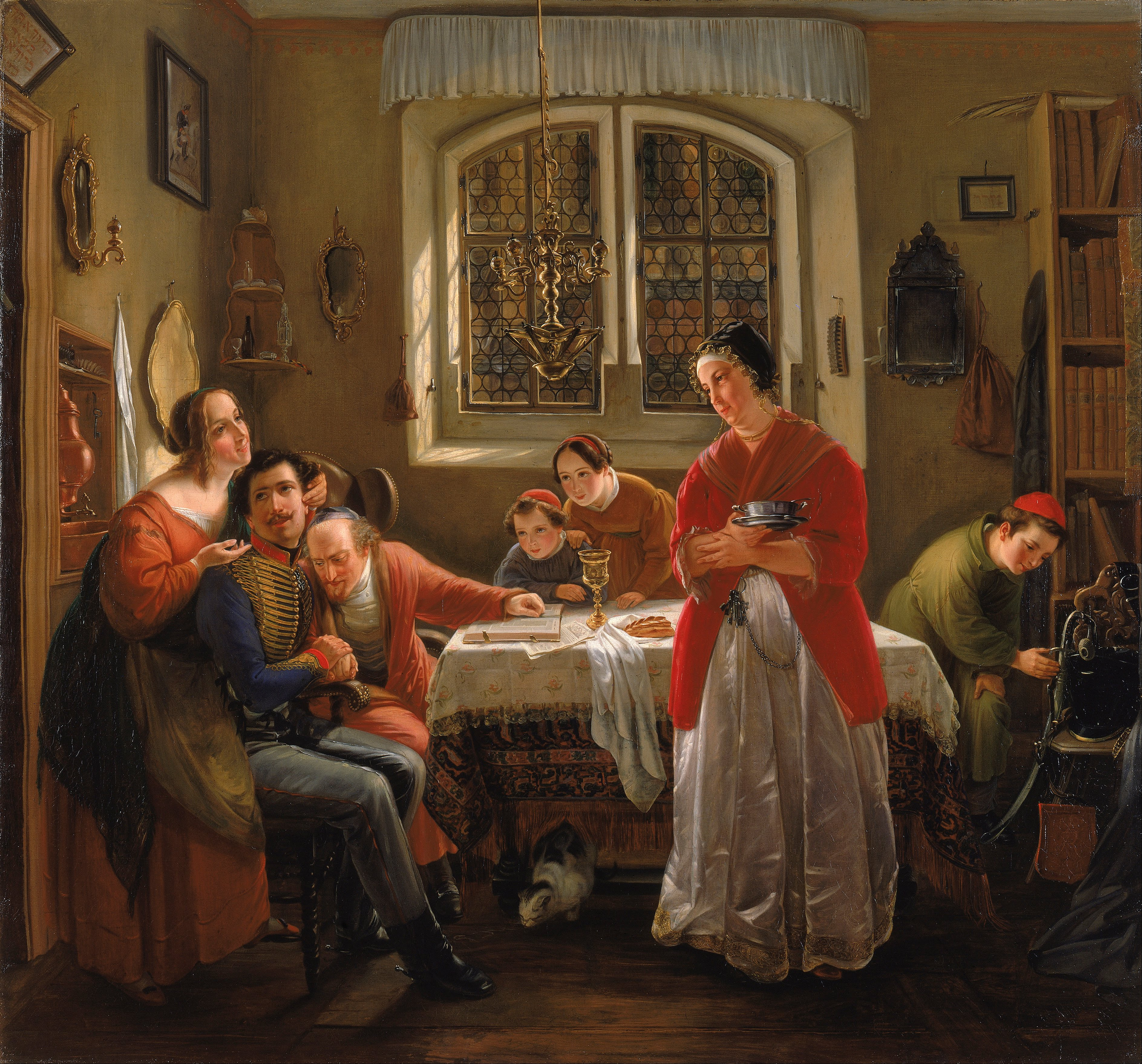
Heimkehr, 1833-34 (thuiskomst uit de bevrijdingsoorlogen van een joodse vrijwilliger bij zijn orthodoxe familie)

Moritz Daniel Oppenheim (Hanau, 7 januari 1800 - Frankfurt am Main, 26 februari 1882) was een Duits kunstschilder en graficus. Hij schilderde voornamelijk portretten en historiestukken. Hij wordt gezien als een van de eerste joodse kunstenaars van het moderne tijdperk die zijn leven lang trouw bleef aan zijn afkomst.

## Levensloop
Als eerste orthodox joodse kunstenaar kreeg hij een academische opleiding. Al op veertienjarige leeftijd voerde hij opdrachten uit voor de minister van financiën van het Groothertogdom Frankfurt. Op zijn zeventiende ging hij naar de kunstacademie in München. In zijn jonge jaren bezocht hij ook Parijs, waar hij les kreeg van Jean-Baptiste Regnault en Rome, waar hij tot de kunstenaarsgroep de Nazareners rond Johann Friedrich Overbeck behoorde. Hij studeerde daar bij Bertel Thorvaldsen, Barthold Georg Niebuhr en Overbeck.
In Italië schilderde hij vooral joods-religieuze motieven. Na zijn terugkeer in Frankfurt (1825) ontwikkelde hij zich snel tot een veelgevraagd portretschilder voor de gegoede joodse burgerij. Zo schilderde hij bijvoorbeeld portretten voor de familie Rothschild. In 1832 werd hij op voordracht van Goethe door de vorst Karel Frederik van Saksen-Weimar-Eisenach benoemd tot buitengewoon hoogleraar.
In zijn ouevrecatalogus zijn meer dan zevenhonderd werken opgenomen, waarvan echter ongeveer dertig procent onvindbaar is. Een goed deel van zijn werk bevindt zich in de collectie van het Joods Historisch Museum Frankfurt en het Historisch Museum Hanau in Schloss Philippsruhe.

## Relatie met het Jodendom
Oppenheims biografie wordt om meerdere redenen als bijzonder gezien; omdat hij een van de weinige kunstenaars van zijn generatie was die zijn hele leven lang jood bleef, zijn leven lang joodse thematiek oppakte in zijn werk en vooral reputatie opbouwde in joodse kringen, waarvan hij de idealen en gevoelens goed weergaf.

## Werken
Oppenheim schilderde onder andere portretten van Keizer Jozef II, Moses Mendelssohn, Fanny Mendelssohn, Heinrich Heine en Carl Ludwig Börne.